# رودني أليسون
رودني أليسون (بالإنجليزية: Rodney Allison)‏ هو لاعب كرة قدم أمريكية أمريكي، ولد في 29 يناير 1956 في أوديسا في الولايات المتحدة.